# 253
Năm 253 là một năm trong lịch Julius.

## Mất
- Gia Cát Khác